# Courcival
Courcival är en kommun i departementet Sarthe i regionen Pays de la Loire i nordvästra Frankrike. Kommunen ligger i kantonen Bonnétable som tillhör arrondissementet Mamers. År 2022 hade Courcival 83 invånare.

## Befolkningsutveckling
Antalet invånare i kommunen Courcival
| Referens: INSEE |